# مصطفى شبيطة
مصطفى شبيطة هو لاعب كرة قدم مصري يلعب حاليًا لنادي مصر للمقاصة بالدوري المصري الممتاز. يشارك شبيطة في مركز الارتكاز بوسط الملعب.
شبيطة من ناشئي نادي الأهلي وتدرج في صفوفه حتى أعير في سن العشرين لناداي أسمنت السويس ثم أعير مجددا لنادي المصرية للاتصالات. ثم تألق مع للأهلي بعدما عاد إليه من فترة الإعارة. لعب أساسيًا مع الفريق الأول للأهلي لفترة ليست بالقصيرة ثم أعير بعدها لنادي وادي دجلة. وهو الآن يلعب في صفوف فريق بتروجيت.
انضم لمنتخب مصر الأول تحت قيادة المدير الفني حسن شحاتة في فترة الاستعداد لبطولة كأس الأمم الأفريقية 2010 قبل أن يخرج من القائمة الأولية.